# Eta Serpentis
Eta Serpentis (η Ser, η Serpentis) è la seconda stella più luminosa della costellazione del Serpente; più precisamente è posta nella "coda" del Serpente, nella parte della costellazione denominata Serpens Cauda. Di magnitudine apparente 3,26, dista 60,5 anni luce dal sistema solare.

## Osservazione
Si tratta di una stella situata nell'emisfero australe celeste, ma molto in prossimità dell'equatore celeste; ciò comporta che possa essere osservata da tutte le regioni abitate della Terra senza alcuna difficoltà e che sia invisibile soltanto molto oltre il circolo polare artico. Nell'emisfero sud invece appare circumpolare solo nelle aree più interne del continente antartico. Essendo di magnitudine +3,26, la si può osservare anche dai piccoli centri urbani senza difficoltà, sebbene un cielo non eccessivamente inquinato sia maggiormente indicato per la sua individuazione.
Il periodo migliore per la sua osservazione nel cielo serale ricade nei mesi compresi fra fine giugno e novembre; da entrambi gli emisferi il periodo di visibilità rimane indicativamente lo stesso, grazie alla posizione della stella non lontana dall'equatore celeste.

## Caratteristiche fisiche
Il database stellare Simbad classifica η Serpentis di tipo spettrale K0III-IV; si tratta cioè di una gigante o subgigante arancione. Possiede una massa 1,84 volte quella del Sole, un raggio 6 volte superiore e irradia 17 volte più luce della nostra stella. Ha un'età stimata che va da 1,4 a 2,8 miliardi di anni, ma essendo più massiccia del Sole ha terminato l'idrogeno interno nel suo nucleo circa 150 milioni di anni fa, e ora, avendo un nucleo interno inerte di elio in contrazione, sta probabilmente aumentando la sua luminosità.